# Ермаков, Дмитрий Семёнович
Дмитрий Семёнович Ермаков (1890, Дегтянино, Рязанская губерния — 1974, СССР) — рабочий, большевик, член Всероссийского учредительного собрания, ответственный секретарь Шевченковского комитета и член ЦКК КП(б) Украины.

## Биография
Дмитрий Ермаков родился в 1890 году в селе Дегтянино в семье крестьянина Семёна Ермакова (ум. до 1920 года), «иногда уходившего на заработки в город» и его жены, тоже крестьянки. Мать Дмитрия была неграмотной (лишь знала названия букв); в конце 1930-х годов она почти потеряла зрение, «очень страдала от голода» во время Второй мировой войны и умерла в декабре 1942 года.
По одной версии Дмитрий вообще не получил образования, по другой — «окончил всего два класса в школе, остальное добирал более или менее самостоятельно». Ермаков был рабочим на фабрике Беккера и на Путиловском заводе в Санкт-Петербурге. С 1910 года он находился под политическим надзором и был привлечён к судебной ответственности за распространение нелегальной литературы.
Во время Первой мировой войны, в 1917 году, Дмитрий Ермаков стал солдатом 175-го пехотного запасного полка Русской императорской армии. Был ранен. После Февральской революции, в марте 1917 году, он вступил в партию большевиков.
В конце 1917 года Дмитрий Семёнович был избран во Всероссийское учредительное собрание от Новгородского избирательного округа по списку № 6 (большевики). В это время он жил в селе Медведь Новгородского уезда.
В 1917 года Ермаков также избрался делегатом II-го Всероссийского съезда Советов РСД, а в 1927 году он стал делегатом IV-го Всесоюзного съезда Советов.
В советское время Ермаков был партийным работником: в 1927 году он был избран председателем Шевченковской окружной контрольной комиссии КП(б) Украины, а в 1929 — ответственным секретарём Шевченковского окружного комитета партии. С 29 ноября 1927 по 5 июня 1930 года он являлся членом Центральной контрольной комиссии КП(б) Украины.
Во времена «Большого террора», несмотря на то, что брата жены Ермакова (физиолога Меера Самуиловича Мышкиса, вернувшегося в 1934 году из США), посадили как «врага народа» — сам Дмитрий Семёнович репрессирован не был. Но его партийная карьера постепенно пошла вниз: долгие годы он работал на различных партийных должностях, сначала идя вверх (высшая его должность — заместитель заведующего отделом руководящих парторганов ЦК ВКП(б)), «а потом вниз, вплоть до почти самого низа». Его сын полагал, что в этом могли сыграть роль как недостаток образования Ермакова, так и некоторые тяжёлые черты его характера.
Дмитрий Ермаков скончался в 1974 году.

## Семья
Жена (официально зарегистрированы не были):
- Хая Самуиловна (Самойловна) Мышкис (1892—1965) — родом из города Оргеева Бессарабской губернии, не получила высшего образования, знала немецкий и французский языки, в 1919 году её приняли в РКП(б), работала в Комиссии по истории компартии Украины, затем преподавала в школе Коминтерна, жила в Харькове, долго тяжело болела[2].

Дети:
- Елена Дмитриевна (ок. 1918) — окончила МЭИ, была инженером[2].
- Анатолий Дмитриевич Мышкис (1920—2009) — математик, ученик И. Г. Петровского, доктор физико-математических наук (1951), профессор (1952), член Президиума научно-методического совета по математике при Министерстве высшего и среднего специального образования СССР[7].